# Pazinska jama
Pazinska jama, ponor Pazinčice (45°14′N; 13°56′E) je jama kod Pazina. Jedinstvena je hidrogeološka pojava za čitav dinarski krš zaštićena je i proglašena važnim krajolikom. Nastala je točno na granici sive i crvene Istre.

## Legende
U hrvatskom puku postoji Legenda o nastanku Pazinske jame, koju se povezuje s divom Banom Dragonjom.

## Povijest istraživanja
Prva speleološka istraživanja te prvu izradbu nacrta ponora proveo je francuski speleolog Édouard-Alfred Martel 1893. – 1896. Nakon talijanskih speleologa 1920-ih, geolog Mirko Malez s grupom zagrebačkih speleologa provodio je istraživanja 1960-ih i izradio detaljan nacrt. God. 1975. pazinski speleolozi ronioci zaronili su u završni sifon i otkrili 70 m dug nastavak potopljenoga dijela ponora s proširenim Mitrovim jezerom te vidljivim, ali neistraženim nastavkom.
Drugo jamsko jezero, Martelovo jezero, sifonom je spojeno s Mitrovim jezerom.

## Osobine
Poznata dužina podzemnoga dijela ponora iznosi 270 m. Otvor Pazinskoga ponora nalazi se ispod 198 m visoke okomite stijene na kojoj su kuće grada Pazina, na kraju nekoliko stotina dugog i duboko urezanog kanjona Pazinčice, najveće ponornice na istarskom poluotoku. Na litici nad kanjonom Pazinčice nedaleko od ponora smjestio se pazinski kaštel.
Ulaz ponora polukružno je nadsvođena šupljina visoka više od 20m i široka 30–50m, ispunjena velikim blokovima stijena i naplavljenim materijalom. Podzemni se kanal dalje proteže u smjeru jugozapada, od ulaza se suzuje na širinu od približno 10 m, a potom opet širi. Na 100-tinjak m od ulaza počinje proširenje koje oblikuje 80 m dugu i oko 20 m široku završnu dvoranu sa sifonskim jezerom. Razina jezera u vrijeme minimalnoga dotoka vode s površine jest 12 m ispod razine ulaza. Širina jezera najveća je na njegovu kraju, gdje se ponekad primjećuje vrtloženje vode. Obilazak jezera moguć je jedino uz pomoć čamca, jer je dubina vode uglavnom do 10 m. Prema nacrtu Mirka Maleza, točka na drugom kraju dvorane udaljena je od ulaza 215 m. Ponor je formiran u vodopropusnim gromadastim krednim vapnencima na mjestu kontakta s vodonepropusnim flišnim eocenskim sedimentima. Izdizanjem istarske vapnenačke ploče u geološkoj prošlosti vode iz flišnoga zaleđa počele su duž rasjednih pukotina korozijski i erozijski širiti raspucali vapnenac te tako oblikovati kanale, prolaze i dvorane različitih veličina i širina. Dolaskom na kompaktnije naslage voda u obliku priobalnih izvora ponovno izlazi na površinu. Za vrijeme proljetnih i jesenskih padalina te iznenadnih ljetnih pljuskova u ponor dotječu velike količine poplavne vode, pa se razina vode na otvoru podigne i više od 50 m. Tada se u uskom kanjonu i proširenoj dolini pred Pazinom u smjeru Cerovlja formira jezero dugo 2–3 km, koje može prouzročiti znatnu materijalnu štetu.
Pokazalo se da vodonosnik u čijim vodama sudjeluje i Pazinčica, vodu upućuje prema izvorima na istočnom i južnom dijelu Istre – u Rašu i Blaz.

## Zaštita
Zakonom je Pazinski ponor zaštićen kao značajni krajobraz. Zaštićeno područje su kanjon i ponor Pazinčice, dužine oko 500 metara i dubine oko 100 metara te Pazinska jama.

## Književnost
Jama i ždrijelo ponora je nadahnula romanopisca Julesa Vernea da u romanu Mathias Sandorf maštom provede svoje junake kroz tajanstvenu Pazinsku jamu. Ovo je mjesto nadahnulo i Vladimira Nazora, Charlesa Yriartea, a moguće i Dantea.

## Vanjske poveznice
- http://www.pazinska-jama.com/  Arhivirana inačica izvorne stranice od 24. ožujka 2020. (Wayback Machine)